# Papuasångare
För lövsångaren Phylloscopus maforensis, se numforsångare.
Papuasångare (Phylloscopus poliocephalus) är en fågel i familjen lövsångare inom ordningen tättingar.

## Utseende och läte
Papuasångaren är en liten sångare med ljust ögonbrynsstreck, mattgrön ovansida, vit strupe och gulaktig undersida. Ibland syns ett svagt centralt hjässband och ett otydligt vingband. De olika populationerna skiljer sig något i utseende. Arten är lik nordsångare, kamtjatkasångare och japansk sångare som alla kan övervintra i papuasångarens utbredningsområde. Papuasångaren är dock mindre, gulare under och mörkare ovan. Sången är en mycket varierad serie med melodier uppblandade med mer kvittrande fraser.

## Utbredning och systematik
Papuasångare förekommer från Moluckerna österut via Nya Guinea till Salomonöarna. Den delas numera vanligen in i 16 underarter med följande utbredning:
- Phylloscopus poliocephalus suaramendu – Peleng i Banggaiöarna
- Phylloscopus poliocephalus emilsalimi – Taliabu i Sulaöarna
- Phylloscopus poliocephalus henrietta – Halmahera och Ternate i norra Moluckerna
- Phylloscopus poliocephalus waterstradti – Bacan och Obi i norra Moluckerna
- Phylloscopus poliocephalus everetti – Buru i södra Moluckerna
- Phylloscopus poliocephalus ceramensis – Seram och Ambon i södra Moluckerna
- Phylloscopus poliocephalus avicola – Kai Besar i Kaiöarna
- Phylloscopus poliocephalus matthiae – St Matthiasöarna i Bismarckarkipelagen
- Phylloscopus poliocephalus moorhousei – Niu Briten och Umboi i Bismarckarkipelagen
- Phylloscopus poliocephalus leletensis – Niu Ailan i Bismarckarkipelagen
- Phylloscopus poliocephalus poliocephalus – bergen på nordvästra Nya Guinea
- Phylloscopus poliocephalus albigularis (inklusive paniaiae[5]) – bergsområdet Weyland på västra Nya Guinea
- Phylloscopus poliocephalus cyclopum – norra Nya Guinea, i bergsområdet Cyclops
- Phylloscopus poliocephalus giulianettii – Sudirmanbergen, i Saruwagedbergen, i bergsområdet Herzog samt i bergsområdet runt floden Sepik på Nya Guinea
- Phylloscopus poliocephalus hamlini – Goodenough som tillhör D'Entrecasteaux-öarna
- Phylloscopus poliocephalus becki – Guadalcanal, Santa Isabel och Malaita i Salomonöarna
- Phylloscopus poliocephalus bougainvillei – Bougainville i Salomonöarna
- Phylloscopus poliocephalus pallescens – Kolombangara i Salomonöarna

Vissa inkluderar makirasångaren (P. makirensis) i arten. Tidigare inkluderades arterna biaksångare (P. misoriensis) och numforsångare (P. maforensis) i papuasångaren, då med det vetenskapliga artnamnet maforensis som har prioritet före ’'poliocephalus.

### Släktestillhörighet
DNA-studier visar att släktet Phylloscopus är parafyletiskt gentemot Seicercus. Dels är ett stort antal Phylloscopus-arter närmare släkt med Seicercus-arterna än med andra Phylloscopus (bland annat papuasångaren), dels är inte heller arterna i Seicercus varandras närmaste släktingar. Olika taxonomiska auktoriteter har löst detta på olika sätt. De flesta expanderar numera Phylloscopus till att omfatta hela familjen lövsångare, vilket är den hållning som följs här. Andra som Howard & Moore flyttar bland andra papuasångaren till ett expanderat Seicercus, dock med det vetenskapliga namnet Seicercus maforensis eftersom numforsångaren inkluderas i arten (se ovan).

### Familjetillhörighet
Lövsångarna behandlades tidigare som en del av den stora familjen sångare (Sylviidae). Genetiska studier har dock visat att sångarna inte är varandras närmaste släktingar. Istället är de en del av en klad som även omfattar timalior, lärkor, bulbyler, stjärtmesar och svalor. Idag delas därför Sylviidae upp i ett antal familjer, däribland Phylloscopidae. Lövsångarnas närmaste släktingar är familjerna cettior (Cettiidae), stjärtmesar (Aegithalidae) samt den nyligen urskilda afrikanska familjen hylior (Hyliidae).

## Levnadssätt
Papuasångaren hittas i skogsområden på lågland och i lägre bergstrakter. Den ses enstaka, i par eller i grupper som ofta ansluter till kringvandrande artblandade flockar.

## Status
Internationella naturvårdsunionen IUCN kategoriserar arten som livskraftig, dock inklusive makirasångaren.